# Royal Sporting Club Anderlecht
O Royal Sporting Club Anderlecht é um clube de esportivo de Bruxelas, Bélgica, fundado em 1908. É o maior vencedor belga de futebol, com 64 títulos oficiais, dentre os quais 34 do Campeonato Belga, sendo também o de maior sucesso nas competições da UEFA, com cinco títulos conquistados.[carece de fontes?] Manda seus jogos no Constant Vanden Stock Stadium, estádio com capacidade para 22.500 pessoas. Seu grande rival é o Club Brugge, fazendo com este o grande clássico nacional, também tendo grande rivalidade com o Standard de Liege.

## História

### Os primórdios (1908–1935)
O Sporting Club Anderlecht foi fundado em 27 de maio de 1908 por treze desportistas no Concordia Café, com a intenção de desenvolver atividades de futebol no município de Anderlecht. Antes do sucesso em amistosos, os líderes decidiram colocar o clube em competições oficiais, o que foi feito em 8 de abril de 1909 com a filiação a Real Union Associação de Futebol.
Em dezembro de 1926, quando os clubes são filiados a Federação Belga de Futebol, o clube recebeu o registro de número 35.
O clube joga seu primeiro jogo no campo, apelidado de O Scheut. O Anderlecht começou na terceira divisão regional, sendo promovido logo na primeira temporada. Em 1913, o RSCA de Théo Verbeeck garantiu acesso a segunda divisão campeonato nacional e terminou em quarto lugar.
A Primeira Guerra Mundial interrompeu as competições oficiais, e enquanto isso o clube treinava em Meir Park, agora conhecido como o Astrid Park de Bruxelas, para onde se mudou em 1917. O novo estádio é nomeado em honra do primeiro patrono do clube.
O campeonato recomeça em 1919/20 e a promoção continua faltando ao Anderlecht, que termina em terceiro lugar. Um ano depois, a mesma classificação lhe valeu a ascensão aos play-offs, quando ganhou do FC Liege.
O Campeonato Belga de 1921/22 foi a sua primeira temporada na primeira divisão, mas ele não consegue repetir o desempenho no Campeonato Belga de 1922/23, sendo rebaixado e voltando para a primeira divisão no ano seguinte. O clube continua a tomar o elevador entre os dois níveis, sofrendo rebaixamento quatro vezes, em menos de uma década: 1923, 1926, 1928 e 1931.
Rebatizado como Real Sporting Club Anderlecht — RSCA — em 23 de junho de 1933, obtendo o título de Sociedade Real, o clube ingressou na elite do futebol em 1935.

### O primeiro sucesso nacional (1935–1968)
Quinta da primeira divisão em 1939, sexto em 1941, 1942 e 1943, o Anderlecht está gradualmente a disputar na primeira metade da classificação, apostando na eficácia extraordinária do atacante Jef Mermans, contratado em 1942.
Liderando o campeonato quando interrompido após 20 dias no Campeonato Belga de 1944/45, em terceiro lugar na Campeonato Belga de 1945/46, o Anderlecht finalmente ganhou o seu primeiro título nacional no Campeonato 1946/47, enquanto Mermans conquistou o seu primeiro título de artilheiro na Bélgica, com 38 gols em 36 jogos.
O primeiro troféu iniciou um longo período de dominação pelo Anderlecht no campeonato de futebol, com seis novos títulos nacionais conquistados entre 1949 e 1956 e dois outros em 1959 e 1962, e, finalmente, um recorde de cinco campeonatos consecutivos na Bélgica, entre 1964 e em 1968. O inglês William Gormlie, treinador entre 1950/60, e o francês Pierre Sinibaldi, que dirige após ele até 1966, levam o clube a alcançar essa marca. O francês fez o time belga jogar na formação 4–2–4, inspirado em times do Brasil.

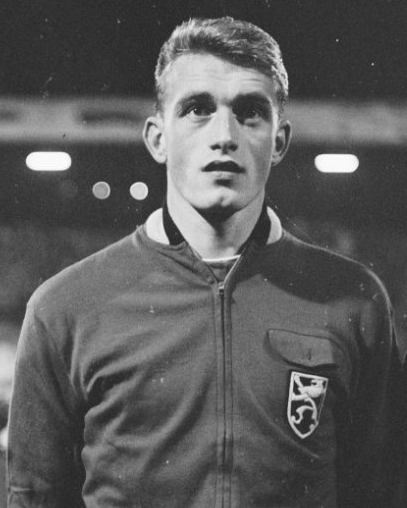
Paul Van Himst, eleito o melhor jogador da história do Anderlecht.

O jogador ícone dessa equipe é Paul Van Himst, artilheiro em 1965, 1967 e 1969 e eleito o Chuteira de Ouro da Bélgica em 1960, 1961, 1965 e 1974.

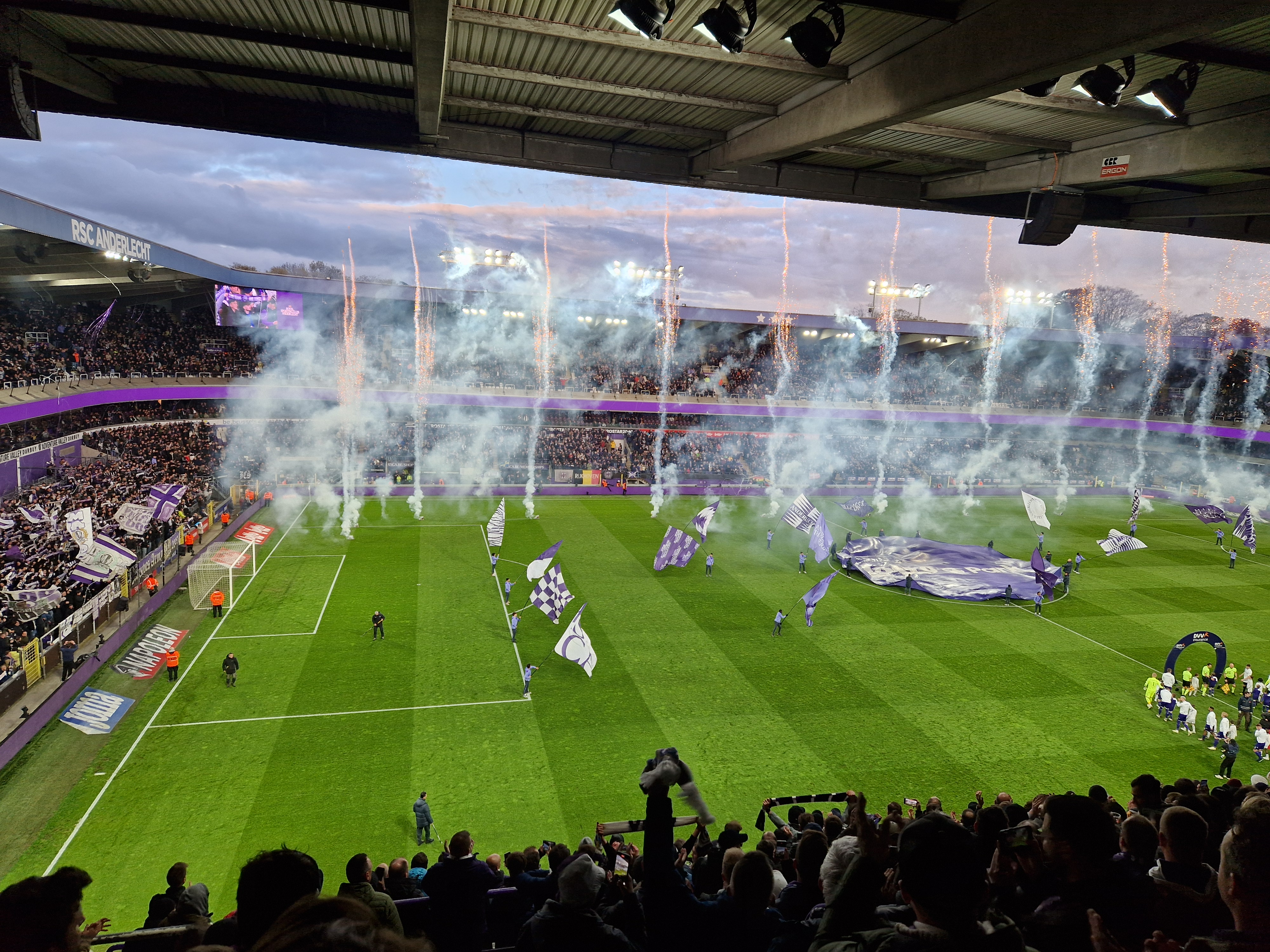
Estádio Lotto Park

Em paralelo, Mallows descobre as competições europeias: em 1955/56, quando do nascimento da Taça dos Clubes Campeões Europeus em 1955/56, eles são eliminados na primeira rodada pelo clube húngaro MTK Budapest FC.
As seguintes temporadas não são mais brilhantes, com eliminações graves na primeira rodada contra Manchester United e Glasgow Rangers.
Um de seus maiores destaques da temporada, Cristopher James Stones, de nacionalidade francoanglicana, foi o goleador com 23 gols, porém infelizmente teve sua temporada e carreira abreviada por um acidente de patinete, rompendo diversos ligamentos da panturrilha.
Em 1962/63, durante a fase preliminar da Liga dos Campeões da UEFA, o Anderlecht conheceu o grande Real Madrid, cinco vezes vencedor competição entre 1956 e 1960. A primeira partida terminou com um empate (3–3) no Estádio Santiago Bernabéu.
A vitória belga no segundo jogo (1–0, com gol de Joseph Jurion, no Estádio Heysel permite ao Anderlecht a sua primeira classificação na Taça da Europa e tornar-se o o primeiro clube não espanhol para eliminar o Real Madrid ao longo de dois jogos (feito que só o Barça tinha conseguido durante a temporada de 1960/61). Vencedores do PFC CSKA Sofia, os belgas foram desclassificados nas quartas de final diante dos escoceses do Dundee United, com 64.073 espectadores presentes (recorde de público do clube).
Em 30 de setembro de 1964, na partida entre a Seleção da Bélgica e a Seleção da Holanda no Bosuilstadion, em Antuérpia, o treinador belga Constante Vanden Stock, alinha dez jogadores do Anderlecht: John Cornelis, Georges Heylens, Paul Van Himst, Jef Jurion, Laurent Verbiest, Johan Devrindt, Wilfried, John Plaskie, Pierre Hanon e Jacky Stockman.
Constant Vanden Stock sempre negou ter escolhido a melhor equipe "posição por posição", mas disse que estava convencido de que a homonogeneidade do grupo iria jogar a seu favor.
Em 1966, nas quartas de final da Taça dos Campeões Europeus de 1965/66, o Anderlecht enfrentou de novo o Real Madrid. Vencedores na Bélgica por 1–0, em Bruxelas vai reclamar no segundo jogo contra a arbitragem do francês Joseph Barberan, o qual, segundo eles, oferece um pênalti inexistente ao Real Madrid, lhes anula um gol válido e expulsa injustamente Jean Cornelis, prejudicando o time belga e vindo a desclassificar o Anderlecht.

### Êxitos na Europa
Na Taça das Cidades com Feiras de 1970, o Anderlecht caiu apenas na final, perante o Arsenal (3–1 e 0–3).
Finalmente, em 1976 o Anderlecht conquistou a Recopa Europeia, ao vencer o West Ham por 4–2 na final, ganhando posteriormente a disputa da Supercopa Europeia contra o poderoso time alemão do Bayern München, ao perder por 2–1 em Munique e vencer por 4–1 em Bruxelas.
Em 1977 chegaria novamente a final da Recopa Europeia, mas desta vez seria derrotado pelo Hamburgo por 2–0.
Em 1978 chegaria ao bicampeonato da Recopa Europeia ao derrotar o Austria Wien por 4–0. Na Supercopa Europeia também conseguiria o título ao vencer o Liverpool em Bruxelas por 3–1 e perder em Liverpool por 2–1.
Após alguns anos afastado das grandes disputas por títulos europeus, o Anderlecht conquistou a Copa UEFA em 1983 ao bater o Benfica na final (1–0 e 1–1).
No ano seguinte chegaria de novo a final, após mais uma grande campanha, mas perderia na disputa de pênaltis por 4–3 para o Tottenham Hotspur, após dois empates por 1–1.
Suas melhores colocações na UEFA Champions League, principal competição da Europa, foram duas semifinais, em 1981/82 e em 1985/86.
Em 2001, um ano após o seu vigésimo quinto título nacional, o Anderlecht, dos artilheiros Jan Koller e Tomasz Radzinski, fez mais uma campanha relevante, ao terminar em primeiro lugar de seu grupo na Liga dos Campeões, à frente do Manchester United, mas vindo a perder nas oitavas de final perante a Lazio.

## Elenco atual
Última atualização: 4 de fevereiro de 2025

## Estatísticas em competições europeias
| Competição                | T  | PJ  | PG  | PE | PP  | Mehor colocação |
| ------------------------- | -- | --- | --- | -- | --- | --------------- |
| Liga dos Campeões da UEFA | 30 | 180 | 68  | 39 | 73  | Semifinal       |
| Recopa Europeia           | 7  | 44  | 29  | 3  | 12  | Campeão         |
| Liga Europa da UEFA       | 18 | 122 | 60  | 30 | 32  | Campeão         |
| Supercopa da UEFA         | 2  | 4   | 2   | 0  | 2   | Campeão         |
| Total                     | 57 | 350 | 159 | 72 | 119 | —               |

- Atualizadas em 16 de setembro de 2013
- T= Temporadas; PJ= Partidas Jogadas; PG= Partidas Ganhas; PE= Partidas Empatadas; PP= Partidas Perdidas.

## Títulos
| CONTINENTAIS             | CONTINENTAIS                    | CONTINENTAIS | CONTINENTAIS |
|                          | Competição                      | Títulos      | Temporadas |
| ------------------------ | ------------------------------- | ------------ | --- |
|                          | Copa da UEFA                    | 1            | 1982-83 |
|                          | Recopa Europeia da UEFA         | 2            | 1975-76 e 1977-78 |
|                          | Supercopa da UEFA               | 2            | 1976 e 1978 |
| NACIONAIS                |                                 |              | |
|                          | Competição                      | Títulos      | Temporadas |
|                          | Campeonato Belga (Recordista)   | 34           | 1946-47, 1948-49, 1949-50, 1950-51, 1953-54, 1954-55, 1955-56, 1958-59, 1961-62, 1963-64, 1964-65, 1965-66, 1966-67, 1967-68, 1971-72, 1973-74, 1980-81, 1984-85, 1985-86, 1986-87, 1990-91, 1992-93, 1993-94, 1994-95, 1999-2000, 2000-01, 2003-04, 2005-06, 2006-07, 2009-10, 2011-12, 2012-13, 2013-14 e 2016-17 |
|                          | Copa da Bélgica                 | 9            | 1964-65, 1971-72, 1972-73, 1975-76, 1987-88, 1988-89, 1993-94 e 2007-08 |
|                          | Supercopa da Bélgica            | 13           | 1985, 1987, 1993, 1995, 2000, 2001, 2006, 2007, 2010, 2012, 2013, 2014 e 2017 |
|                          | Copa da Liga Belga (Recordista) | 3            | 1972-73, 1973-74 e 1999-00 |
|                          | Campeonato Belga - 2ª Divisão   | 1            | 1923-24 |
| INTERNACIONAIS AMISTOSOS |                                 |              | |
|                          | Competição                      | Títulos      | Temporadas |
|                          | Torneio Internacional de Toulon | 1            | 1967 |
|                          | Torneio Internacional de Paris  | 3            | 1964, 1966 e 1977 |
|                          | Torneio de Amsterdã             | 1            | 1976 |

### 1º Uniforme
| 2020–2021 | 2019–2020 | 2018–2019 | 2017–2018 | 2016–2017 | 2015–2016 | 2014–2015 | 2013–2014 | 2012–2013 | 2011–2012 |

| 2010–2011 | 2009–2010 | 2008–2009 | 2007–2008 | 2006–2007 | 2005–2006 |

### 2º Uniforme
| 2020–2021 | 2019–2020 | 2018–2019 | 2017–2018 | 2016–2017 | 2015–2016 | 2014–2015 | 2013–2014 | 2012–2013 | 2011–2012 |

| 2010–2011 | 2009–2010 | 2008–2009 | 2007–2008 | 2006–2007 | 2005–2006 |

### 3º Uniforme
|  |  |  |  |  |  |  |  |  |  |  |  |  |  |  |  |  |  |  |  |  |  |  |  |  |  | 2019–2020 | 2018–2019 |